# Saison 1 d'Arsène Lupin
Chronologie
Saison 2
Cet article contient la liste des épisodes de la première saison de la série télévisée française Arsène Lupin (1971-1974), d'après les romans de Maurice Leblanc.

## Distribution récurrente
- Georges Descrières : Arsène Lupin
- Marthe Keller : comtesse Natacha
- Roger Carel : commissaire Guerchard
- Yvon Bouchard : Grognard
- Henri Virlogeux : Herlock Sholmès
- Marc Dudicourt : Wilson (le « cher et fidèle ami » de Sholmès)
- Jacques Monod : le préfet de police
- Bernard Giraudeau : Isidore Beautrelet

## Épisodes

### Épisode 1:Le Bouchon de cristal
- Date de première diffusion : 18 mars 1971
- Réalisation : Jean-Pierre Decourt
- Adaptation : Jacques Nahum et René Wheeler à partir du roman éponyme.
- Dialogues : René Wheeler
- Avec : Daniel Gélin (Daubrecq), Nadine Alari (Clarisse), Yves Brainville (le préfet de police)
- Résumé : Avec deux de ses complices, Arsène Lupin se trouve dans une villa cossue d'Enghien-les-Bains, dans la région parisienne, villa qui appartient au député Daubrecq. Après avoir ouvert un coffre-fort, il y dérobe « le plus beau [tableau] des primitifs flamands », un triptyque volé à Béthune par les Allemands pendant la Grande Guerre et qu'on pensait avoir été emporté en Allemagne par le Kronprinz. Soudain, le maître d'hôtel Léonard est assassiné. La police arrive sur les lieux et arrête les deux complices de Lupin, Gilbert et Sebastiani : l'un est innocent, l'autre coupable. Pourquoi Gilbert l'a-t-il poussé à cambrioler la villa d'Enghien et le bouchon de cristal ? Sa mission : sauver son « complice » Gilbert.

### Épisode 2:Victor, de la Brigade mondaine
- Date de première diffusion : 25 mars 1971
- Réalisation : Jean-Pierre Decourt
- Adaptation : Claude Brulé à partir du roman éponyme.
- Avec : Jean Marconi (le commissaire), Jean Berger (le ministre), Pierre Massimi (Bressacq)
- Résumé : Des coups de feu sont échangés entre des policiers et des malfaiteurs, qui viennent de dévaliser une banque. Le commissaire Guerchard est chargé de l'affaire. Une évidence selon lui : le coup a été commis par Arsène Lupin en personne ! Le préfet de police a un plan : faire croire que l'enquête est toujours menée par Guerchard, alors qu'elle est confiée en secret à un policier d'envergure que Lupin ne connaît pas. L'homme en question se nomme Victor, de la Brigade mondaine.

### Épisode 3:Arsene Lupin contre Herlock Sholmes
- Date de première diffusion : 1er avril 1971
- Réalisation : Jean-Pierre Decourt
- Adaptation : Claude Brulé
- Avec : Raymond Gérome (Le préfet de police), Henri Virlojeux (Herlock Sholmes), Marc Dudicourt (Wilson), Charles Millot (Dautrec)
- Résumé : Dautrec, un riche banquier, très antipathique et abusant de son pouvoir, surtout auprès des femmes, est retrouvé assassiné, chez lui, peu de temps après avoir acheté un diamant royal d'une valeur inestimable. Le préfet de police fait appel à Herlock Sholmes et son adjoint pour résoudre cette énigme. Le détective anglais reconnaît sous les traits de l'expert en diamants et du jeune et brillant Maxime Bermond, Arsène Lupin. Il se fait fort de l'arrêter, lui et sa complice Natacha, et de retrouver le diamant. Mais c'est sans compter sur l'intelligence d'Arsène Lupin.

### Épisode 4:L'Arrestation d'Arsène Lupin
- Date de première diffusion : 8 avril 1971
- Réalisation : Jean-Pierre Decourt
- Adaptation : Claude Brulé
- Avec : William Sabatier (Gournay-Martin), Roger Rudel (le directeur de prison)
- Résumé : Se faisant passer pour Bernard d'Andrézy, Arsène Lupin se rend à une réception chez Gournay-Martin, le richissime propriétaire d'une marque de champagne. Tout le monde visite les caves et Lupin fait d'étranges marques à la craie le long des murs. Cela attire l'attention d'un des invités, et quand un télégramme annonce la présence d'Arsène Lupin dans l'assistance, le gentleman-cambrioleur ne tarde pas à être poursuivi et arrêté. C'est son vieil ennemi Guerchard qui lui passe les menottes et fait annoncer la nouvelle de l'arrestation. Combien de temps durera son triomphe ?

Cet épisode a été tourné dans les caves de la maison Pommery à Reims. On y reconnait notamment le long escalier, les galeries et les fresques gigantesques taillées dans la craie.

### Épisode 5:L'Agence Barnett
- Date de première diffusion : 15 avril 1971
- Réalisation : Jean-Pierre Decourt
- Adaptation : Claude Brulé d'après le recueil de nouvelles L'Agence Barnett et Cie de Maurice Leblanc.
- Avec : Jacques Balutin (Béchoux), Michelle Bardollet (Olga), Monique Tarbès (Berthe)
- Résumé : (1re partie) Le curé d'un petit village surprend dans son église un cambrioleur qui réussit à s'échapper. Le détective privé Jim Barnett s'intéresse à cette affaire, d'autant plus que l'inspecteur Béchoux le soupçonne, non seulement d'être l'auteur du vol mais aussi de cacher sous son personnage de Barnett sa véritable identité, celle d'Arsène Lupin. Barnett aura vite fait de résoudre l'enquête en ridiculisant Béchoux et en confondant le baron de Gravières, faux manchot et vrai coupable. (2e partie) À Paris, un notaire maître Gassire vient de se faire voler une importante liasse de titres. Béchoux, chargé de l'enquête est amené à fouiller l'appartement de son ex-femme Olga, voisine du notaire. Celle-ci, furieuse, lui rend ses lettres d'amour. Barnett, à la demande du notaire, cherche lui aussi l'auteur du vol, en faisant la cour à deux ravissantes jeunes femmes de l'immeuble, une flûtiste et une dactylographe. Béchoux finit par arrêter Barnett et le conduit devant le divisionnaire Guerchard, l'accusant, sans preuve, d'être Arsène Lupin. Ce dernier ne trouvera son salut qu'en révélant où sont cachés les titres, dans le cartable même de Béchoux, au milieu des lettres d'amour d'Olga.

Les scènes extérieures de la 2e partie ont été tournées dans la cour de Pathé Cinéma, rue Francœur.

### Épisode 6:La Demoiselle aux yeux verts
- Date de première diffusion : 22 avril 1971
- Réalisation : Dieter Lemmel
- Scénario : Alexandra Becker, Rolf Becker, Albert Simonin d'après le roman La Demoiselle aux yeux verts de Maurice Leblanc.
- Avec : Kathrin Ackermann (Lady Dora Bakefield), Hans Hermann Schaufuß (Professeur Dohm), Josef Fröhlich (Dobritzky), Philippe Dumat (Chef de triage)
- Résumé : Au casino de Baden Baden, Arsène Lupin rencontre une ravissante anglaise Dora. Celle-ci, le reconnaissant, se fait une gloire de lui voler son portefeuille. Intrigué, il décide de la suivre dans le train. Au cours de ce voyage, ils sont attaqués et Arsène Lupin retrouve une jeune fille aux yeux verts, rapidement aperçue à Baden Baden. Cette dernière est soupçonnée de meurtre par le commissaire au monocle Marshall. Arsène Lupin, toujours prêt à défendre l'innocence, surtout quand elle est jolie, découvrira que la jeune fille Aurélia est, en réalité, victime de son tuteur. Ce dernier, aidé de complices et prêt à tout pour récupérer l'héritage, voulait l'épouser. Arsène Lupin, qui dans cet épisode, est à la fois, comte, lord et accordeur de piano, libérera la jeune fille de son tuteur et de son prétendu jeune amoureux, et lui fera récupérer la fortune que son père, ingénieur astucieux, avait si bien cachée.

### Épisode 7:La Chaîne brisée
- Date de première diffusion : 29 avril 1971
- Réalisation : Paul Cammermans
- Scénario : Albert Simonin
- Avec : Sjef van Leeuwen (Welp), Fons Rademakers (Mullen), Paul Storm (Hofner), Marja Goud (Claudia), Sjoukje Hooymaayer (Hélène)
- Résumé : Dans le port d'Amsterdam, on retrouve dans une malle un homme drogué et des documents scientifiques, ultra-secrets. Les autorités font appel à Arsène Lupin pour trouver l'origine des fuites et démanteler l'organisation qui en bénéficie. Lupin se lie avec deux jeunes femmes, membres de l'organisation, la brune Hélène et la blonde Claudia et réussit, en se faisant passer pour un perceur de coffre-fort à se mettre en rapport avec le chef du réseau, un conservateur de musée. Celui-ci le démasque et Arsène Lupin doit la vie sauve à Hélène. Ensemble, ils découvrent, dans le sous-sol du musée, caché dans un sarcophage de momie pour fuir, le cerveau de l'organisation, qui n'était autre que le directeur de la recherche scientifique.

### Épisode 8:La Femme aux deux sourires
- Date de première diffusion : 6 mai 1971
- Réalisation : Marcello Baldi
- Scénario : Albert Simonin
- Avec : Raffaella Carrà (Antonina), Nerio Bernardi (VF : Jean-Henri Chambois) (Marquis Belmonte), Lino Coletta (Anselmo), Giuseppe Lauricella (Gorgone), Vittorio Manipoli (Peppino)
- Résumé : Arsène Lupin arrive à Rome sous 2 identités différentes, celle d'un banquier et celle d'un artiste peintre. Avec l'aide de son fidèle Grognard, il va résoudre une histoire de famille et de chantage. Le célèbre voleur Peppino fait chanter le marquis Valbrona. Il lui réclame les bijoux de sa femme Rosa, une cantatrice disparue brutalement, avant de lui rendre sa fille Clara, que le marquis a eu avec Rosa mais que Peppino avait enlevée pour en faire sa complice. L'affaire s'embrouille quand une autre jeune fille blonde apparaît qui prétend s'appeler Antonina. Le commissaire Gorgone devient fou. Mais Arsène Lupin finit par comprendre que Rosa avait eu des jumelles. Il retrouve les bijoux qu'il rendra au Marquis, tous sauf le plus beau des colliers.

### Épisode 9:La Chimère du calife
- Date de première diffusion : 13 mai 1971
- Réalisation : Dieter Lemmel
- Scénario : Albert Simonin, Rolf Becker, Alexandra Becker
- Avec : Manfred Heidmann (Dr. Oliver Pred), Bernd Schäfer (VF: Albert Augier) (Robertson), Signe Seidel (Barone Mathilde), Tilo von Berlepsch (VF: Jean Berger) (Baron von Augstadt)
- Résumé : Dès leur arrivée à Ungoldingen, Fox, le célèbre détective londonien et son ami Robertson se rendent chez le baron von Augstadt, victime d'un vol de bijou, une chimère. Tandis que le baron leur raconte les circonstances du vol, la baronne a un rendez-vous secret dans un musée avec Arsène Lupin. Elle lui confie qu'elle est victime d'un chantage de la part du docteur Brade. Celui-ci considère la chimère comme un atout dans les négociations entre sa société de pétrole, concurrente de celle du baron, et l'émir du Sudrat qui possède des champs pétrolifères. Cette enquête met au jour la rivalité existante entre Arsène Lupin et le détective anglais Fox et montre combien, pour Arsène Lupin, défendre l'honneur d'une dame passe avant tout.

### Épisode 10:Une femme contre Arsène Lupin
- Date de première diffusion : 27 mai 1971
- Réalisation : Tony Flaadt
- Scénario : Jacques Armand
- Avec : Juliette Mills (Maria Bonatti), Louis Arbessier (Dr. Fisher), François Simon (M. Aldo Bonatti), Lucie Avenay (Gouvernante)
- Résumé : Un gang de voleurs de bijoux écume la riche ville de Saint-Moritz. Les bijoux sont d'abord photographiés puis on en fait des copies que l'on substitue ensuite aux vrais bijoux volés. Une jeune femme, victime du krach boursier et désirant vendre ses diamants qui ne sont plus que des faux, met au jour l'escroquerie. De plus, la photographe impliquée dans l'affaire est assassinée. Quelques mois plus tard, la police étant impuissante, les compagnies d'assurance font appel à Arsène Lupin. Mais humilié par des articles d'une jeune journaliste Maria Bonatti le sous-estimant, Arsène Lupin redouble d'ardeur et de ruse. Le meilleur moyen de se venger, c'est de sauver Maria Bonatti que l'on tente de tuer.

### Épisode 11:Les Anneaux de Cagliostro
- Date de première diffusion : 20 mai 1971
- Réalisation : Wolf Dietrich
- Scénario : Albert Simonin, Rolf Becker, Alexandra Becker
- Avec : Hans Holt (Ludwig van Neydegg), Hans Jaray (Baron Ordosczy), Otto Ambros (Corcoran), Guido Wieland (Kovacek),  Christine Buchegger (Tamara), Kitty Speiser (Georgine)
- Résumé : Un congrès de la science des trésors attire à Vienne Arsène Lupin déguisé en vicomte Raoul d'Andrézy, sa rivale de toujours la comtesse Tamara, une jeune journaliste Georgina Neydegg et un célèbre professeur irlandais Corcoran qui doit faire une conférence sur le trésor de Cagliostro. Tout ce monde se réunit chez le baron et la baronne Ordosczy. Dans son exposé, Corcoran révèle que les mystérieuses inscriptions gravées sur les sept anneaux recèlent le secret du trésor. Au moment où il présente les anneaux à l'assistance, la lumière s'éteint. Seul un éclair de magnésium produit par l'appareil photo troue l'obscurité. Quand la lumière revient, les anneaux ont disparu et la plaque photographique aussi. Chacun se met à la recherche des anneaux originaux afin de déchiffrer les inscriptions et de retrouver le trésor.

### Épisode 12:Les Tableaux de Tornbüll
- Date de première diffusion : 3 juin 1971
- Réalisation : Dieter Lemmel
- Scénario : Albert Simonin, Rolf Becker, Alexandra Becker
- Avec : Kathrin Ackermann (Lady Dora Bakefield), Alexander Hegarth (en) (Stefan von Tornbüll), Walter Bluhm (Graf von Tornbüll), Hubert Mittendorf(Mark), Corny Collins (Gabriela), Marlene Rahn (Susi), Imo Heite (Joe)
- Résumé : Il y a tant de touristes l'été dans le château de Tornbüll que le comte Stefan, propriétaire d'une remarquable collection de tableaux, tremble à chaque visite. Comme tous les étés, il organise une petite fête, un bal masqué. Arsène Lupin, déguisé en romancier anglais infirme, Sir Alexander, est l'un des invités. Il est accompagné de Lady Bakefield. Sir Alexander conseille à Tornbüll de faire copier ses œuvres d'art et d'enfermer les originaux dans un coffre. Pour ce travail, il recommande au comte Gabriela, une jeune artiste. Deux hommes surveillent tout ce qui se passe. Ce sont les frères Forster, des redoutables gangsters qui décident de se faire passer pour une équipe de tournage de cinéma afin de subtiliser les tableaux. Ils n'avaient pas prévu que dans l'équipe les doublures n'étaient autre qu' Arsène Lupin et Lady Bakefield.

### Épisode 13:Le Sept de cœur
- Première diffusion : 10 juin 1971
- Réalisation : Jean-Louis Colmant
- Scénario : Albert Simonin, Rolf Becker, Alexandra Becker
- Avec : Raoul de Manez (Maurice Leblanc)
- Résumé : C'est dans cet épisode que Maurice Leblanc, alors journaliste venant de louer une maison à Bruxelles, fait la connaissance d'Arsène Lupin, un proche du précédent propriétaire de la maison, ingénieur en aéronautique disparu dans des circonstances étranges. Maurice Leblanc est victime d'une visite nocturne d'un mystérieux inconnu venant fouiller dans sa nouvelle maison. Arsène Lupin, qu'il vient de rencontrer quelques jours auparavant sous le pseudonyme de Jean Daspry dans le cadre de son travail de journaliste, va aider son nouvel ami à résoudre l'affaire, et Maurice Leblanc deviendra le futur « biographe » d'Arsène Lupin, qui était déjà connu des polices européennes et de la population. Maurice Leblanc, journaliste, publiera alors en nouvelles les précédentes affaires d'Arsène Lupin et écrira des romans sur chacune des futures affaires de son ami. C'est une version de l'histoire qui est propre à la série télévisée, les véritables romans de Maurice Leblanc présentent une version quelque peu différente...